# Zapata (linaje)
Los Zapata (antiguamente Çapata) son una familia  infanzona aragonesa (España) con origen en Uncastillo y después establecida en Calatayud y Valencia, aunque otros autores sitúan su origen en Valtorres.

## Origen
Durante la Edad Moderna, este linaje buscó poner de manifiesto su antigüedad a través de la creación de árboles genealógicos que los vinculaban a un hermano del rey Sancho Abarca, quien según la leyenda cambió el apelativo de "abarca" por su sinónimo "zapata" para evitar confundirlo.
El primer personaje que aparece con este apellido es García Zapata, quien aparece al servicio de los reyes castellanos entre los años 1148 y 1151 teniendo un considerable patrimonio en el valle bajo del río Alhama, en especial en Fitero y Cintruénigo, siendo además parte de la clientela de un noble tan importante como Fortún López, primer tenente de Soria.
A partir del 1151 su núcleo de poder se traslada al valle del Cidacos, donde empieza a ejercer un poder jurisdiccional y a acumular un importante patrimonio debido a la tensión en la zona debido a los conflictos entre los reinos de Castilla y Navarra, resultando en la alcaidía del castillo de Calahorra entre el 1152 y 1153 y volviéndose a repetir en el 1167 cuando también detenta la alcaidía del castillo de Arnedo.
Ya desde mediados del siglo XIII aparecen denominados como caballeros al servicio del Señor de Cameros, Alfonso López de Haro quien fue el primer señor de Cameros de la casa de Haro, linaje bajo el cual se les suele ver sirviendo y al que se vincula sobre todo a partir del 1220, tras el matrimonio de la prima de Simón Ruiz de los Cameros, María Álvarez de los Cameros, quien se casó con Alfonso López de Haro y que heredó el señorío tras la ejecución de Simón Ruiz tras su revuelta. Los Zapata seguirían vinculados a los señores de Cameros del linaje de Haro hasta el 1334, cuando Alfonso XI ordena la ejecución del levantisco Juan Alfonso III de Haro, perdiendo así el acceso a la tenencia del castillo de Calahorra y tras el cual empiezan a aparecer solamente como escuderos o escribanos.

## Zapata de Calatayud
La rama de Calatayud es citada desde 1259 pero según Onofre Esquerdo, Sancho Sánchez Zapata de Valltorres, quien ya era señor de Valltorres, quien habría participado en la conquista de Zaragoza durante el reinado de Alfonso, recibiendo a cambio unas casas en la plaza del Pilar junto con unas granjas o torres en la ribera del Gállego y en la conquista de Calatayud, en la cual él y sus tres hijos se destacaron al escalar las murallas durante el asalto a las murallas y manteniendo la posición hasta la entrada de las tropas, por lo que le hizo alcaide de la plaza, aunque posteriormente en el 1174 su hijo mayor Blasco Sáchez Zapata casó con una hija de Pedro Fernández de Castro, decimocuarto Justicia de Aragón y se trasladó a Tarazona.
Es en la Comunidad de aldeas de Calatayud en donde tuvieron en señorío los lugares de Valtorres y La Vilueña, aunque estos luego pasaron a los Luna por herencia, mientras que otra rama tuvo en posesión el castillo de Miedes y que mantuvo otras tenencias patrimoniales en Sabiñán. Durante el siglo XIV aparecen participando en las luchas de poder en Calatayud dentro del bando de la familia de los Sayas junto a los Forcén y Muñoz de Pamplona frente la familia Liñán, la cual estaba enfrentada a los Sayas.
Esta rama acabó desembocando en los Muñoz de Pamplona, quienes más tarde recibirían el título de Condes de Argillo.
Juan Zapata, un Justicia de Aragón provenía de otra rama de esta rama de la familia aunque no se debe de confundir con Pedro Pérez de Tarazona ni su hijo y sucesor en el cargo de Justicia de Aragón. También aparece Sancho Zapata, escudero bilbilitano que estuvo presente en el torneo del Paso Honroso en el 1434.

## Zapata de Tarazona
Esta rama, originada tras el matrimonio de Blasco Sánchez Zapata con la hija de Pedro Fernández de Castro y su posterior traslado a Tarazona engendró al primer Justicia de Aragón del linaje de los Zapata, el ya mencionado Pedro Pérez de Tarazona, quien sería heredado por su hijo Fernando Pérez de Tarazona aunque también tuvo a Pedro de Tarazona, Señor de Tormón, y Blasco Zapata de Tarazona, Sacristán y Canónigo de Tarazona.
Ximén Pérez Zapata de Tarazona, hijo de Blasco y hermano de Pedro Pérez de Tarazona, fue un caballero que destacó tanto en lo militar como en lo diplomático, sirviendo tanto al rey Pedro II como a Jaime I, aunque fue en el reinado de este último durante el cual fue uno de sus principales consejeros. Casó con Alda Fernández, hija del rey Zayd Abu Zayd, después de convertido y bautizado, y de madre María Ferrandis, que le trajo en dote el castillo y puebla de Arenós y el patronazgo de las iglesias de Andilla y de todas las aldeas de la ribera del río Mijares, que confirmaron Andrés de Albalat, Obispo de Valencia.La mujer de Abu Zayd fue probablemente Doña Dominga López 
Dejó el apellido de Zapata y Tarazona por el de Arenós, aunque nombró como heredero de la baronía de Argelita a su segundogénito para conservar el apellido Zapata mutado como Zapata de Arenós, aunque tras su muerte sin hijos la heredó su primogénito, Simón Pérez de Arenós, quedando ligada a esta rama hasta su venta en el 1519 por Ximén Pérez de Arenós a mosén Pedro Zapata de Tous.

## Zapata de Calatayud de Valencia
Una rama cadete nació en Valencia en el 1283  a través de Jaime Zapata de Calatayud, quien aparece como gobernador y tenente del castillo de la población de Cocentaina y cuyos descendientes estuvieron involucrados en las conquistas aragonesas de Nápoles, en las que uno de sus miembros, Juan Miguel de Zapata, hijo de Domingo Zapata murió en combate durante la conquista de Nápoles. 
La línea de esta rama continuaría a través del hermano de Domingo Zapata, Martín Zapata de Calatayud, a quien se le conoce un descendiente llamado Juan de Calatayud, quien ostenta los señoríos de Benámer y Benisit, patrimonio que dividirá entre sus tres hijos Juan de Calatayud a quien cedió Benámer, Luis Juan de Calatayud a quien dio Benisit y Onofre de Calatayud.
Fue este Juan de Calatayud de quien descienden los señores de Sella, villa y castillo que compró en el 1507 a Gisbert Solves, su anterior señor para apenas seis años más tarde, el 11 de mayo de 1513, llevar a cabo de nuevo otra compra, esta vez de la baronía de Agres y su castillo, con mero y mixto imperio, por 45.000 sueldos, tomando posesión tan solo un día más tarde.
En su testamento Juan de Calatayud dividió de nuevo su patrimonio, la baronía de Agres y Sella, entre sus dos hijos primogénitos Ausias de Calatayud y Gaspar de Calatayud acordando que si uno de los dos sobrevivía a los descendientes del otro heredaría el señorío o si se daba el caso de que los descendientes de ambos fallecieran sin herederos estos pasarían al hijo de su cuarto hermano Jaime de Calatayud, también llamado Jaime, quien terminaría heredando ambos señoríos, que no se volverían a separar, al no haber un heredero varón de sus tíos Ausias y Gaspar, igualmente no se sabe el destino del señorío de Benámer, es posible que se vendiera para sufragar la boda de su tercer hijo, Juan de Calatayud con Ángela Corella, hija del conde de Cocentaina.

### Condes de CiratyCondes de Villafranquezay laGrandeza de España
Durante el siglo XVII y específicamente en el 1607 falleció Jaime de Calatayud y fue sucedido en sus señoríos por su primogénito y tocayo Jaime de Calatayud, quien contrajo primeras nupcias con Águeda Rodrígues de Navarra, con la cual tuvo a Jerónima de Calatayud y casó por segunda vez con Leonor Pallas y Guzmán, de cuya unión nació Joseph de Calatayud y Pallas. Es en esta generación en la que aparecen los primeros matrimonios con las familias nobles valencianas más importantes ya que Leonor se casó con Luis Mercader, señor de Cheste y Montichelvo, mientras que Joseph casó el 11 de abril de 1633 con Damiata Carroz Vilarig, quien heredaría el recientemente formado condado de Cirat y de estos nacerían Melchor y Gaspar, llegando a ser ambos condes de Cirat ya que Melchor no tuvo hijos varones.
A través del matrimonio doble de Gaspar de Calatayud, conde de Cirat y barón de Agres y Sella, con Teresa Siverio Folch de Cardona y de su sobrina, Damiata Zapata de Calatayud con Joseph Siverio Folch de Cardona, conde de Villafranqueza, celebrado en 1693, se forjó una futura unión de ambos títulos y una fuerte alianza, ya que ambos eran austracistas durante la Guerra de Sucesión, llegando a recibir el conde de Villafranqueza la Grandeza de España en 1721. Tras la muerte de Joseph Silverio Folch de Cardona sin herederos, su sobrino Joseph Zapata de Calatayud heredó a través de su madre su título, añadiéndolo a su herencia paterna.
Con la firma de la paz de Viena en 1725, se sentaban las bases para que aquellos que habían recibido mercedes por parte de cualquiera de los dos candidatos al trono, viesen éstas respetadas y ratificadas por el otro monarca. El conde de Cirat y conde de Villafranqueza ya elevó en 1730 una súplica por la cual pedía que, en virtud del artículo IX de la mencionada paz, se le reconociera el honor de grande de España, sin embargo, su muerte truncó este proceso y no sería hasta 1785 cuando, uno de sus sucesores, Miguel Catalá Zapata de Calatayud, que cambió su nombre a Bernardo de Vilarig, conde de Cirat y conde de Villafranqueza, remitió en febrero de ese mismo año una petición de merced al rey en la que solicitaba que se continuase con el proceso iniciado, ya que afirmaba no haber recibido la ratificación de la Grandeza de España concedida por el emperador Carlos VI en 1721, y asociada al título de conde de Villafranqueza desde entonces y que recibió tres años más tarde el 2 de mayo de 1788.

## Heráldica
Aunque se conocen muchas variantes de las armas heráldicas de este linaje, las armas originales eran tres zapatos de oro en un escudo de gules, que aparecen ya documentadas en un inventario en el palacio de los Zapata en Calatayud en el 1484.
También se registran otros escudos como el de los Zapata de Calatayud que portan un escudo de gules jaquelado con tres o cinco zapatos de oro y sable y una orla con ocho escuditos de oro con una banda de sable cada uno, tal y como las describe Onofre Esquerdo en su Nobiliario Valenciano  del 1677.

Tres abarcas o zapatas antiguas con jaqueles blancos y negros en campo de gules, orla de lo mismo con ocho escudetes de oro, con una banda negra en cada uno.
Onofre Esquerdo

Debido a la expansión del linaje y de la creación de numerosas ramas cadete, hubo variedad de variaciones en su heráldica:
- De la rama de Valltorres, Tarazona y Arenós, Onofre Esquerdo les adjudica una zapata de lado como armas heráldicas.[7]
- De la rama de Sádaba llevaban en campo de gules, cinco zapatas de plata, jaqueladas de oro y sable.[12]
- La rama de Uncastillo portaba las armas compuestas por un campo de plata con tres zapatas en sable dispuestas en un triángulo.[12]mayor y una orla de sinople con ocho escuditos de oro que llevan una banda de gules cada uno. [12]
- Los Zapata de Huesca se sabe que se componían en campo de gules con dos calderas y dos zapatas de oro alternadas.[12]
- Los Zapata de Calahorra, tres abarcas de lado, llanas.[7]
- Los Zapata de Alfaro, tres zapatas o abarcas jaqueladas de oro y negro.[7]
- Los Zapata de Valencia antiguamente usaron las tres abarcas de los de Calahorra y después añadieron los jaqueles según lo describe así Onofre Esquerdo.
- Los Zapata de Barajas usa de cinco abarcas puestas en centro.[7]
- Los Zapata de  de Gavín tienen las abarcas de cara, abiertas y con los cordones o cordeles blancos.[7]
- Los Zapata del Valle de la Garcipollera llevan una abarca negra abierta y puesta hacia arriba.[7]

También se conoce la existencia de las armas de los Zapata de Cadrete, posiblemente de la familia del Justicia de Aragón de este apellido y que portaban en campo de gules, dos suelas de zapatas, una sobre la otra con bordura de plata cargada de once escudetes, seis de ellos de oro, con cuatro palos de gules, interpolados con cinco escudetes de plata con una cabria de sable, acompañados en los huecos de trece roeles de azur aunque en el armorial de Onofre Esquerdo sus armas descritas son dos abarcas o zapatos puestos de lado.